# Groupe Omnium
Groupe Omnium est un groupe brestois d'entreprises de commerce de détail de textile, propriétaire en propre ou en franchise des marques Devred et Bouchara. Son siège social est à Gouesnou, en zone industrielle de Brest.
L'histoire du groupe est une succession d'opérations de développement et restructurations de réseaux de boutiques autour de quelques enseignes.
L'origine du groupe est le magasin brestois Léon soldeur, fondé en 1921 par Léon Lascar, qui a donné naissance à la chaîne de magasins Eurodif. 
Le groupe s'agrandit par l'achat :

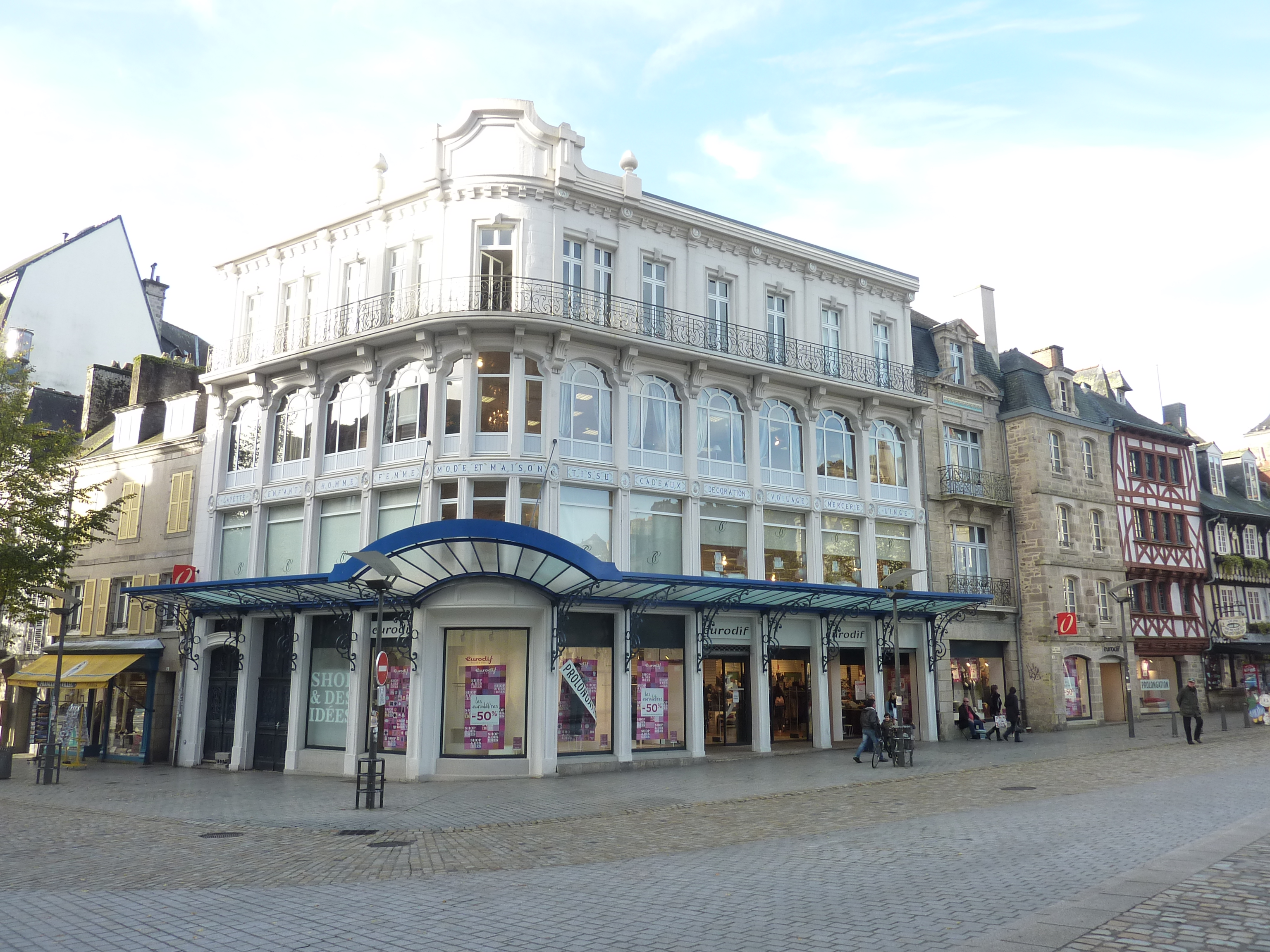
Immeuble Eurodif à Quimper.

- en 1991 de la marque Burton of London (revendue en novembre 2020[2]),
- en 1992 de la marque et des magasins Bouchara (en 2017 les magasins Eurodif sont rebaptisés Bouchara[3]),
- en 1996 de l'enseigne Devred,

mais aussi de diverses enseignes et magasins comme : Léon La Casse, devenu Léon & Co, Machin Chose, Maxi-Livres (revendu en 2006) et Printemps.
Le groupe a été fondé par la famille Lascar qui en reste l'un des actionnaires et en assure des fonctions de direction.
En 2020, le groupe Omnium, dirigé par Robert Lascar, compte 545 magasins et près de 3200 salariés.